# Omaha (fumetto)
Omaha è un personaggio immaginario protagonista di una serie a fumetti di genere erotico, "Omaha" the Cat Dancer, creata da Reed Waller e da Kate Worley. La serie esordì negli Stati Uniti d'America nel 1978 su una fanzine ma venne poi pubblicata su numerose riviste di fumetti underground dalla fine degli anni settanta ai primi anni ottanta; venne poi pubblicata su una testata omonima pubblicata dal 1984 al 1993 dalla Kitchen Sink Press per poi essere rilanciata dalla Fantagraphics Books nel 1995; gli ultimi capitoli della trama sono stati pubblicati sulla rivista Sizzle, a partire dal 2006.
La serie di comic book incentrata sul personaggio, "Omaha" the Cat Dancer, è stata la prima agli inizi degli anni ottanta a presentare scene esplicite di sesso integrate nella trama. Divenne anche per questo oggetto di numerose controversie con accuse di oscenità ma venne anche nominata diverse volte per i premi Eisner Awards nel 1989 e nel 1991.

## Storia editoriale
La serie venne ideata dal disegnatore statunitense Reed Waller nella seconda metà degli anni settanta; in seguito venne affiancato da Kate Worley. Venne pubblicata negli Stati Uniti d'America esordendo sul n. 9 della rivista Bizarre Sex nel 1981 e poi sulla rivista Vootie. Il successo della serie è notevole e la lunga saga venne pubblicata in una serie di comic book omonimi dalla Kitchen Sink Press.
L'autore fondò nel 1976 Vootie, una fanzine dove incominciò a sviluppare il personaggio dopo che uno dei contributori della pubblicazione gli disse che non c'erano sufficienti esempi di fumetti erotici comici con animali antropomorfi. Ispirandosi all'opera di Robert Crumb, Fritz the Cat, Waller incominciò a cercare un tema per realizzare una nuova serie visitando locali notturni con suo taccuino e informandosi sull'argomento. Un altro collaboratore, Jim Schumeister, gli fece conoscere una serie a fumetti, Charlie's Bimbos, nella quale un gruppo di spogliarelliste difendeva la libertà di fronte alla morale puritana, dandogli così lo spunto per la sua nuova serie.
Il personaggio esordì con The Adventures of Omaha, che venne pubblicato su Vootie nel 1978. Il primo capitolo di "Omaha" the Cat Dancer venne pubblicato dalla Kitchen Sink Press sulla rivista Bizarre Sex n. 9 nel 1981; sul numero successivo comparve una storia di cinque pagine senza titolo l'anno successivo, come seguito del primo capitolo. Nel 1983, una parodia di una tavola intitolata "Hotsizz Twonkies" venne pubblicata sulla rivista E-Man n. 5 della First Comics. Un'altra storia di cinque pagine senza titolo ma nota come "Shelly and Omaha" comparve su The Collected Omaha Volume 1, pubblicata su Dope Comix n. 5; venne ristampata nella serie Bizarre Sex Series n. 5. Nel 1991 una nuova storia, "A Strip in Time", comparve su Munden's Bar Annual n. 2, pubblicata dalla First Comics. Nel 1984, la SteelDragon Press pubblicò il primo numero della serie "Omaha" the Cat Dancer, sul quale comparve il secondo capitolo della storia. Il terzo capitolo venne poi realizzato da Kate Worley, che continuò la realizzazione della serie da allora in poi. Nel 1986 la Kitchen Sink Press pubblicò una serie regolare che venne edita fino al 1994 per 21 numeri. Ad agosto 1988 Worley rimase vittima di un incidente stradale e di conseguenza la serie ebbe un rallentamento. A novembre 1991 a Waller venne diagnosticato un cancro; due numeri di Images of "Omaha" vennero pubblicati nel 1992 per pagare le spese mediche di Waller, con lavori realizzati da alcuni importanti autori di fumetti. Nel 1995, Waller e Worley conclusero la produzione della serie. Nel 2002, Waller e Worley decisero di completare la storia ma poi anche a Worley venne diagnosticato un cancro e dovette ritirarsi dall'attività per un anno per seguire le cure mediche. Nel 2004 Worley morì prima di essere riuscito a completare la storia che venne completata da suo figlio, James Vance. La serie venne edita per 19 numeri e venne chiusa nel 1993. La Fantagraphics Books successivamente rilanciò la serie che venne edita fino al 1995 per quattro numeri. L'ultimo capitolo della storia venne pubblicata dal 2006 a puntate su Sizzle. Dal 1987 al 1998, la Kitchen Sink prima e la Fantagraphics poi, pubblicarono una serie di sei volumi intitolata The Collected "Omaha" the Cat Dancer. Dal 2005 al 2013, NBM Publishing pubblicò otto volumi della serie The Complete Omaha the Cat Dancer.

## Biografia del personaggio
Il personaggio è una gatta antropomorfa in mondo popolato da altri animali antropomorfi che si esibisce come ballerina in un locale e che decide poi di dedicarsi a una campagna contro la pornografia.

## Influenza culturale
La serie fu la prima di un gruppo di testate a fumetti dei primi anni ottanta che integrava scene di sesso esplicito nella trama. Nel 1988, Friendly Frank's, un negozio di fumetti di Chicago, venne multato di $ 750 per aver venduto materiale osceno, incluso "Omaha" the Cat Dancer; a seguito di queste controversie venne istituito il Comic Book Legal Defense Fund. Nel 1990, alcuni numeri della serie "Omaha" the Cat Dancer vennero sequestrati dalle autorità in Nuova Zelanda ma il processo decise poi che le accuse erano infondate. Negli stessi anni, la polizia di Toronto mise sotto sequestro alcuni numeri della rivista con accuse simili.
Nel volume Graphic Novels: A Bibliographic Guide to Book-Length Comics, D. Aviva Rothschild ha elogiato la serie, scrivendo che "la trama è sempre forte, e i personaggi sono sempre tridimensionali e accattivanti". Lo scrittore della rivista Entertainment Weekly Alex Heard ha invece criticato la lentezza della trama.
Nel 1992, la Kitchen Sink ha pubblicato due volumi della serie Images of "Omaha" al fine di raccogliere fondi per le cure mediche di Waller; i due volumi erano realizzati col contributo di noti artisti come Dave Sim, Alan Moore e Frank Miller. Trina Robbins, James Vance e Neil Gaiman hanno scritto una introduzione alle edizioni antologiche della serie. "Omaha" the Cat Dancer è stata nominata ai Eisner Awards nella categoria Best Continuing Series, Best Black-and-White Series e Best Writer/Artist nel 1989 e Best Black and White Series e Best Writer nel 1991.